# Gargaphia iridescens
Gargaphia iridescens är en insektsart som beskrevs av Champion 1897. Gargaphia iridescens ingår i släktet Gargaphia och familjen nätskinnbaggar. Inga underarter finns listade i Catalogue of Life.